# Колодница (нижний приток Днестра)
Колодница (укр. Колодниця) — река в Стрыйском районе Львовской области, Украина. Левый приток Днестра (бассейн Чёрного моря).
Длина 18 км, площадь бассейна 65 км². Долина во многих местах заболоченная, русло слабоизвилистое. Питание преимущественно дождевое и снеговое. Используется для технического водоснабжения и наполнения прудов.
Берёт начало в холмах Львовского Ополья севернее села Стольско. Течёт на юг через сёла Стольско, Дуброва, Березина, посёлок городского типа Роздол. Впадает в Днестр к юго-востоку от села Березина.